# Villa Soriano
Villa Soriano (antigament Santo Domingo Soriano) és un municipi de l'Uruguai ubicat al departament de Soriano. Segons dades del cens del 2007, la vila té una població de 1.217 habitants.
Fundat el 1624, va ser el primer assentament europeu en l'actual territori uruguaià (llavors Banda Oriental). El 1708 es va traslladar des de l'illa del Vizcaíno fins a la seva ubicació definitiva i el 1751 van començar els plans per a construir la primera església del poble.
Va ser la capital del departament des de la seva fundació fins al 6 de juliol de 1857, quan la ciutat de Mercedes va ser considerada com la capital oficial de Soriano. Encara que existeixen desavinences sobre la data de la seva fundació, sol considerar-se com el primer centre poblat de l'Uruguai. No obstant això, alguns historiadors assenyalen que va ser anticipat pel Fuerte de San Juan (1524), el Fuerte de San Salvador (1527) i Ciudad Zaratina (1574).
El 21 de maig de 1802, el rei Carles IV d'Espanya li va conferir el rang de "vila".
| 1963  | 1975  | 1985  | 1996  | 2004    |
| ----- | ----- | ----- | ----- | ------- |
| 1.032 | 1.120 | 1.068 | 1.074 | {{{5}}} |